# Шейхин, Джинн
Джинн Шейхин, иначе Джинн Шехин (англ. Jeanne Shaheen; /ʃəˈhiːn/), урождённая Синтия Джинн Бауэрс (англ. Cynthia Jeanne Bowers, род. 28 января 1947, Сент-Чарльз, Миссури) — американский политик, представляющая Демократическую партию. Губернатор Нью-Гэмпшира (1997—2003), сенатор США от штата Нью-Гэмпшир с 2009 года.

## Биография
Дочь Айвона Бауэрса, предпринимателя в сфере производства обуви, и Бель Бауэрс, работавшей в одной из церквей Сент-Чарльза. Семья традиционно поддерживала республиканцев, и на своих первых президентских выборах в 1968 году Синтия Джинн проголосовала за Ричарда Никсона. В 1969 году получила в Шиппенсбургском университете Пенсильвании степень бакалавра искусств по английскому языку, а в 1973 году окончила Миссисипский университет со степенью магистра политологии. В университетские годы зарегистрировалась как демократ и стала политической активисткой.
В 1972 году вышла замуж за Билла Шейхина, и по окончании университета в 1973 году переехала вместе с ним Нью-Гэмпшир, где супруги занялись ювелирным бизнесом, а сама Джинн также преподавала. В 1976 году участвовала в президентской кампании Джимми Картера, в 1980 возглавляла в Нью-Гэмпшире вторую кампанию Картера.
С 1990 по 1996 год являлась сенатором штата Нью-Гэмпшир.
В 1996 году избрана губернатором и с 1997 по 2003 год была первой в истории штата женщиной на этой должности.
В 2003 году выставила свою кандидатуру на выборах в Сенат США, но проиграла республиканцу Джону Сунуну.
В 2004 году возглавляла президентскую кампанию Джона Керри. В 2005 году стала директором Института политики Школы управления им. Джона Ф. Кеннеди при Гарвардском университете, но в 2007 ушла в отставку и вернулась в политику.
По итогам выборов 4 ноября 2008 года победила Джона Сунуну и 3 января 2009 года вступила в должность, став первой в истории Нью-Гэмпшира женщиной-сенатором.